# Luana Vjollca
Luana Vjollca, född 2 september 1991 i Tirana, är en albansk programledare, modell och sångerska. 
Vjollca föddes i Albaniens huvudstad Tirana 1991. Vjollca inledde sin karriär i programmet Fiks fare på albansk TV. Hon har därefter varit programledare för program och festivaler som Top Fest och Summer Fest. 2013 släppte hon sin första singel med titeln "Tërbohu". 2014 släppte hon sin andra, med titeln "Askush s'do ta besojë". Till låten släpptes även en officiell musikvideo. Under sommaren 2014 släppte hon även låten "Luanët" med Blunt och Real1.
Vjollca har en syster, Marina Vjollca (född 1990), som hon bland annat varit programledare för Top Fest tillsammans med. 

## Diskografi
- 2013 – "Tërbohu"
- 2014 – "Askush s'do ta besojë"
- 2014 – "Luanët" (feat. Blunt & Real1)